# キルデビルヒルズ

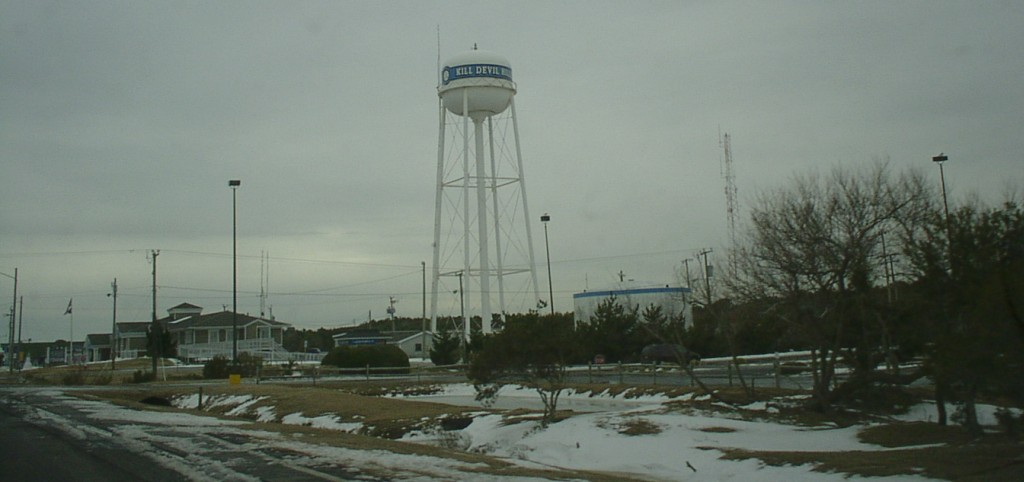
キルデビルヒル町内

キルデビルヒルズ (Kill Devil Hills) は、アメリカ合衆国・ノースカロライナ州デア郡の人口6,800人(2008年推計)の町である。ライト兄弟が初めての動力飛行を成功させた土地として有名。初飛行の記念のために国立のライト兄弟メモリアルが建設されており、これに隣接してファーストフライト空港が一般航空用に設置されている。
「キルデビルヒルズ」の名前はラム酒が「悪魔を殺すほど強い酒」というところから由来した。ラム酒の輸送船舶が難破した際に当時の住民が酒を砂丘の裏に隠したことから名前として定着したという。
メモリアルの中のライト兄弟記念碑塔が建てられている丘はライト兄弟がグライダー飛行実験を行った場所でキルデビルヒルまたはビッグキルデビルヒル（Big Kill Devil Hill）と呼ばれた南西に移動中の大砂丘であったが、陸軍が記念碑建設のため植栽を施して砂の移動を止めたため現在は草に覆われた丘である。
ライト兄弟の1903年の初飛行当時は最寄の集落が4kmほど北のキティホークだけだったため現在でも初飛行地としてキティホークの名称が用いられることが多いが、現在ではキルデビルヒルズが商店、ホテル、住宅が建つ町となったためキティホークと景観上分離している。ライト兄弟メモリアルは住宅開発に囲まれつつある。

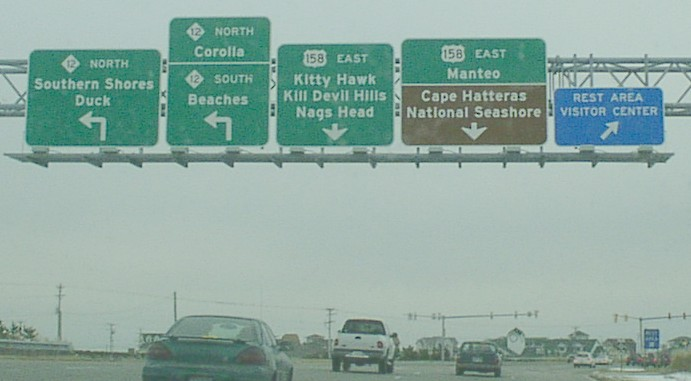
キティホークとキルデビルヒルズへのUS158道の道路標識

ライト兄弟は気象観測のデータを参照してデイトン (オハイオ州)からはるばる遠路旅行してきて飛行実験を行っていた。動力初飛行は強風に向かって北方向へ行われている。初回の当地訪問時は事前紹介によりキティホークの郵便局長宅に一旦逗留した。また当地のテント住まい（後に木製作業小屋を自作）の飛行実験の手伝いに郵便局長の家族を頼んだりしている。
観光地としては南北の周辺の大西洋に面した海岸が一括してアウターバンクスと呼ばれており、ヨーロッパとの交易船のために発達した灯台をめぐるドライブが人気である。人口の多い北の都市からのレジャー地、別荘地としての経済活動が盛んである。周辺海域には沈船も多い。